# Piscina (religión)
Se llama piscinas a unos depósitos de agua que antiguamente se colocaban en las iglesias o catedrales. 
Las piscinas eran recipientes o cubetas destinadas a realizar las abluciones. Encontramos piscinas adosadas a los pilares en las iglesias góticas del siglo XII o encuadradas en arcaturas que, sobre todo en el siglo XV, fueron objeto de rica exornación. 

## Piscinas dobles
Las piscinas de doble cubeta servían para hacer las abluciones tras la eucaristía, una para el cáliz y la otra para las manos del celebrante. 

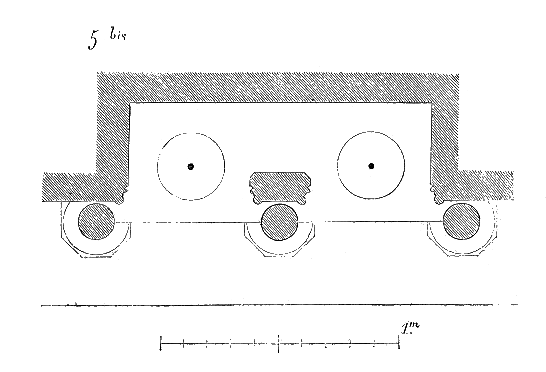
En Amiens
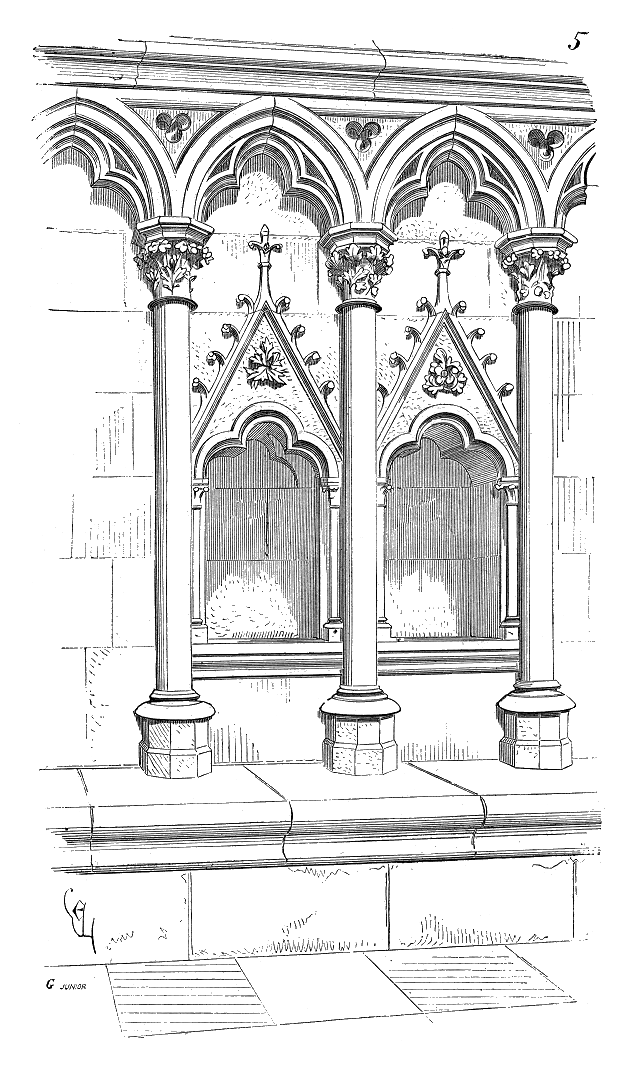
En Amiens
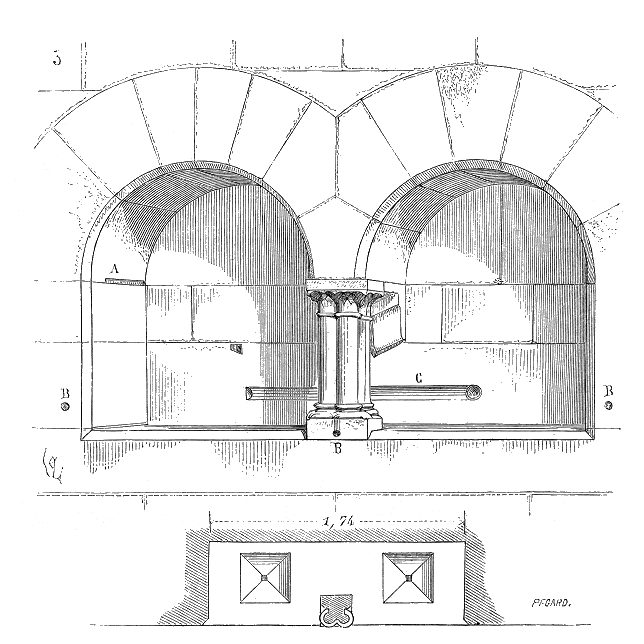
En el prioriato de Saint-Jean-des-Bonshommes
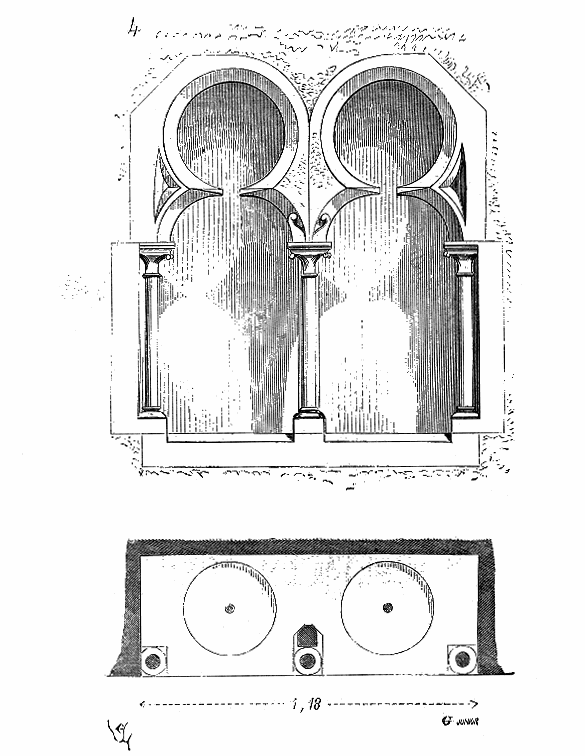
En Villeneuve-le-Comte

## Otras piscinas según Viollet-le-Duc

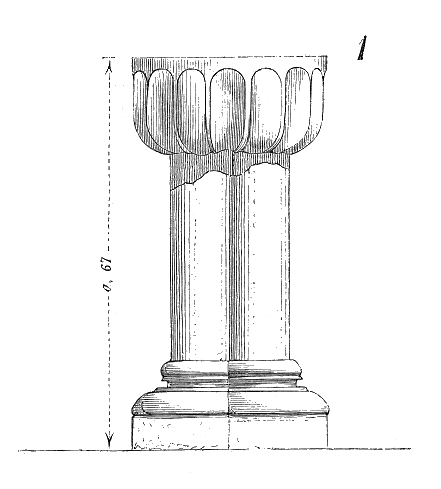
En Vézelay
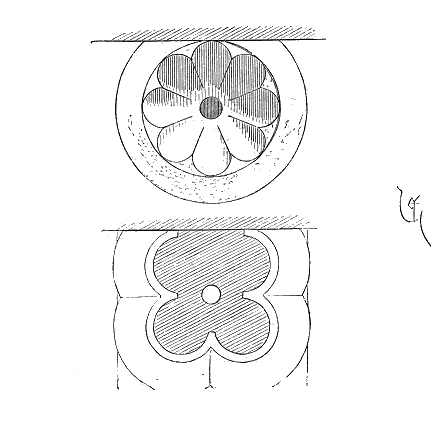
En Vézelay
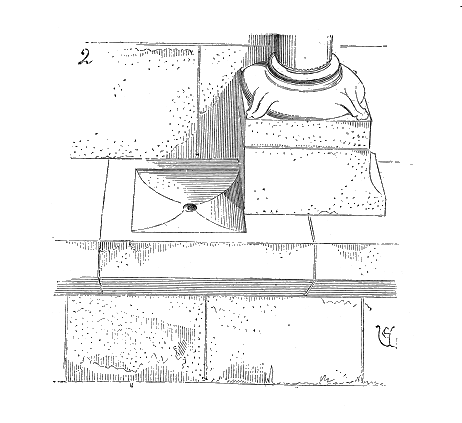
Simplicidad en la concepción y decoración en Montreal
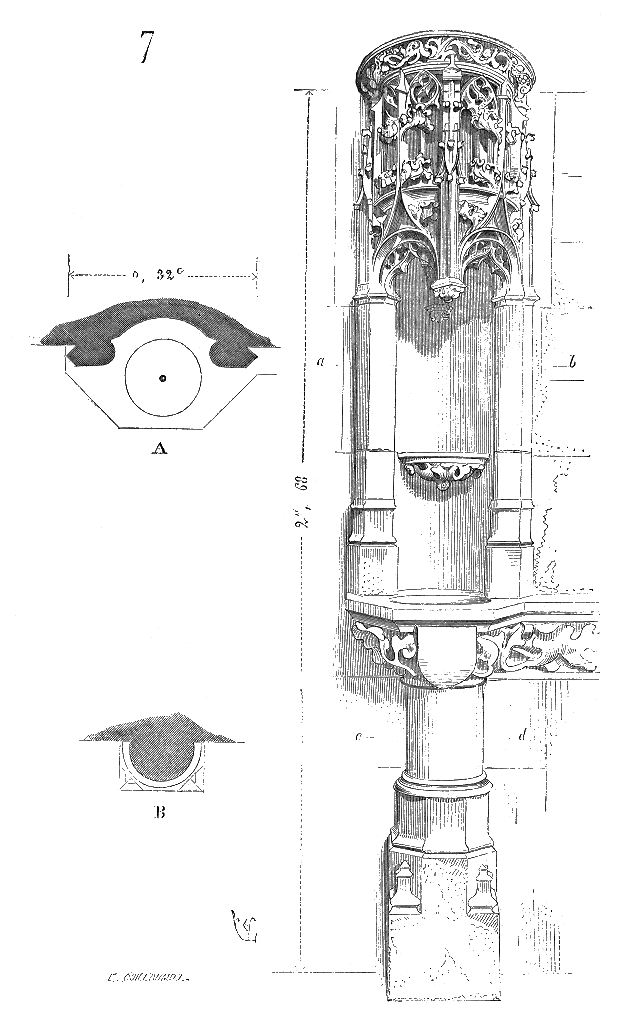
Refinada escultura en Semur-en-Auxois

## Otras

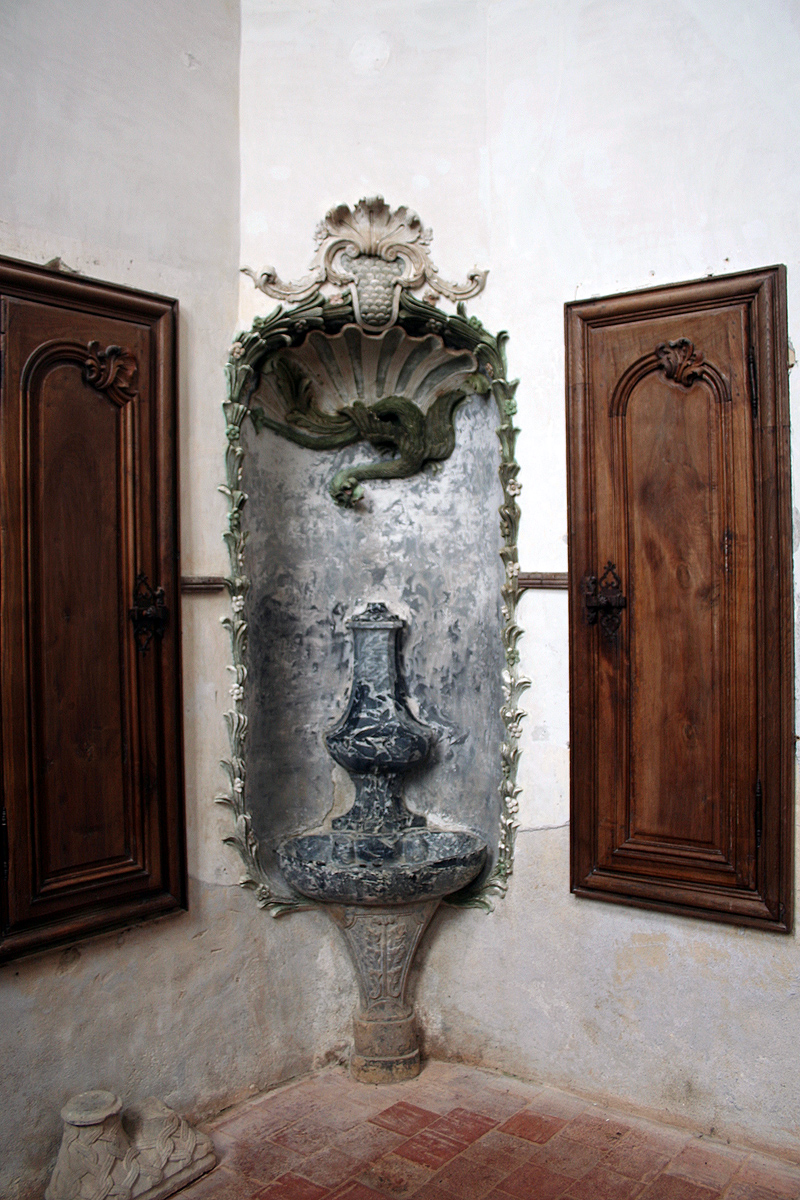
En Saint-Sever-de-Rustan, Francia
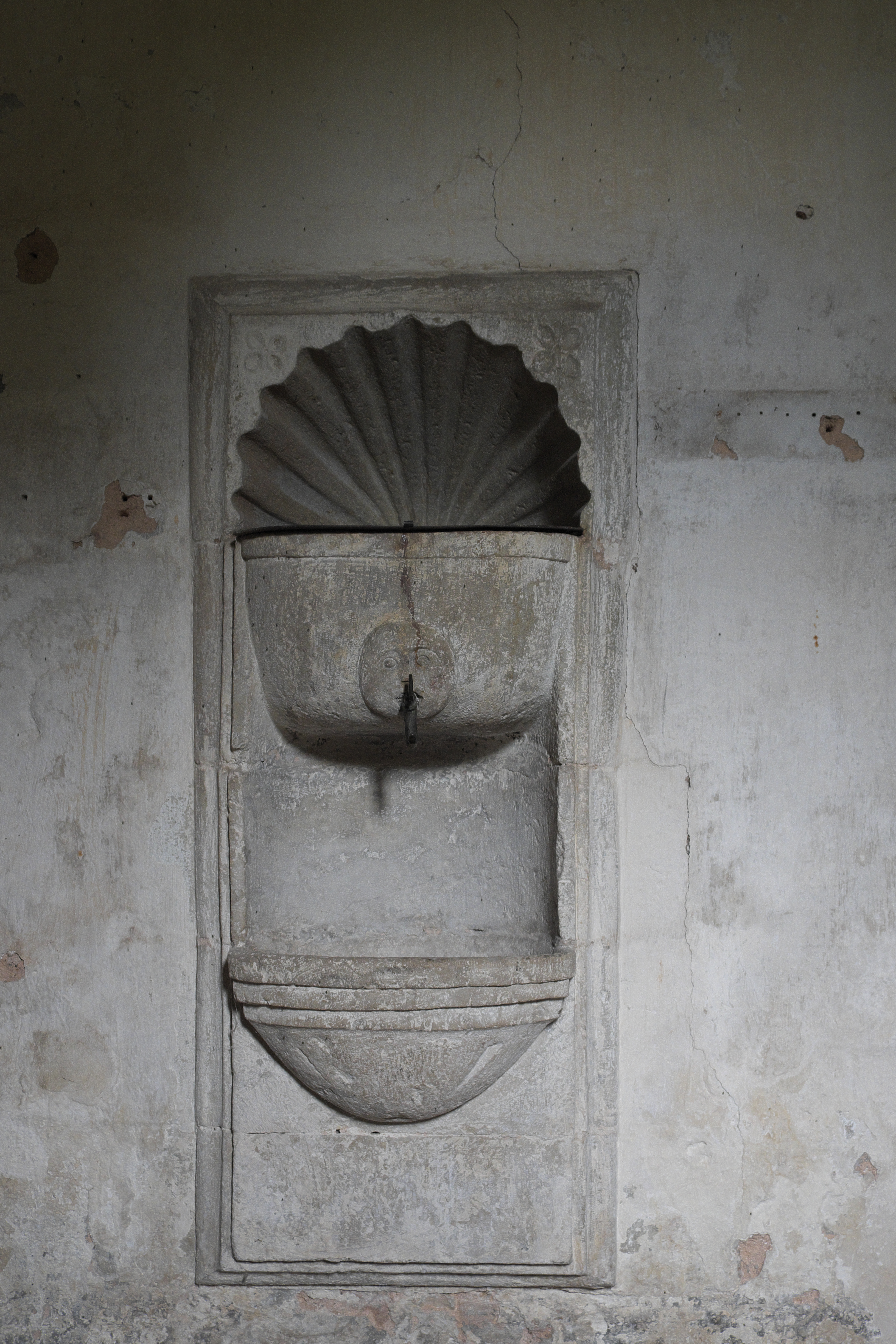
En la iglesia de San Vicente Mártir en Vega de Bur, España
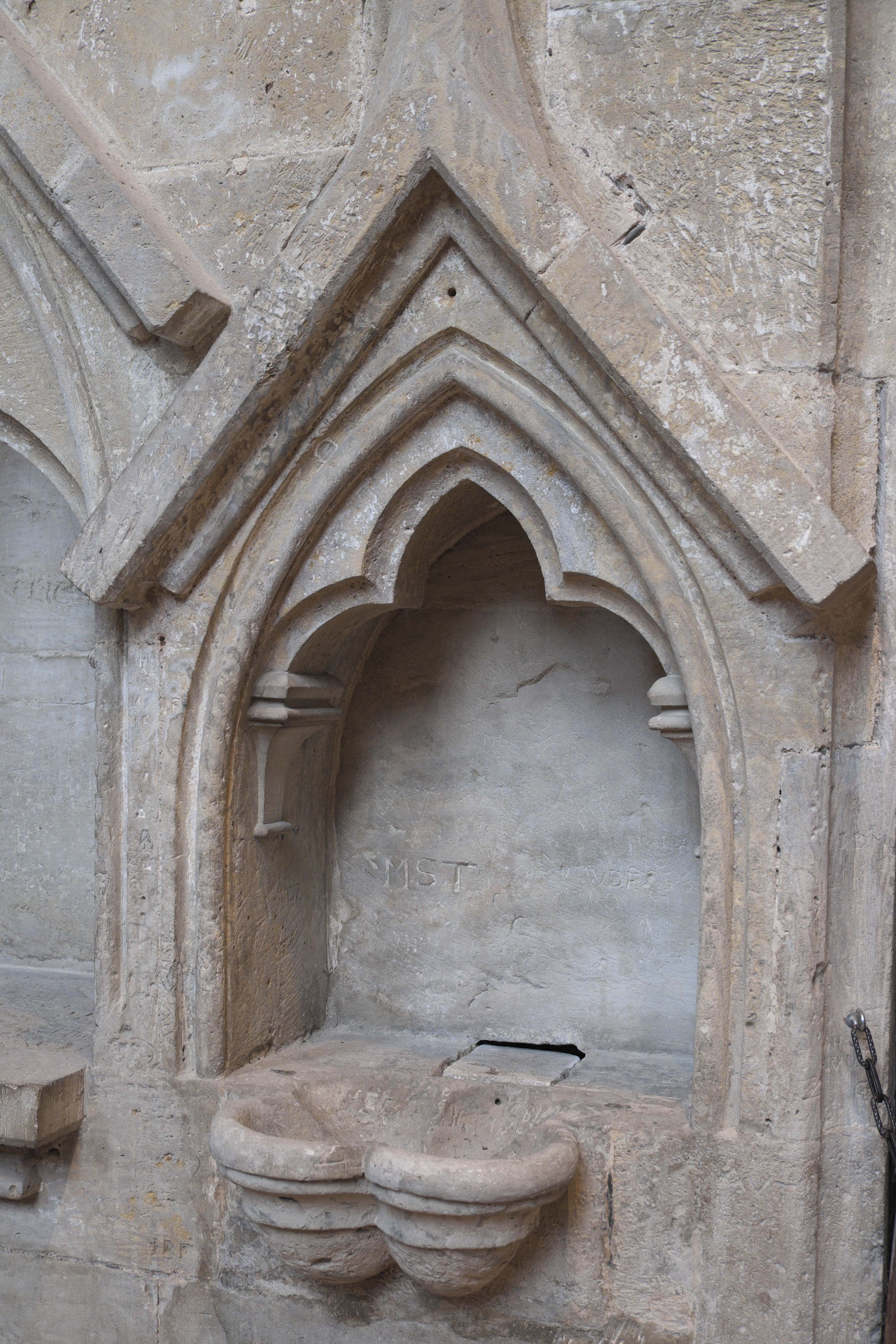
En Schulpforte, Alemania
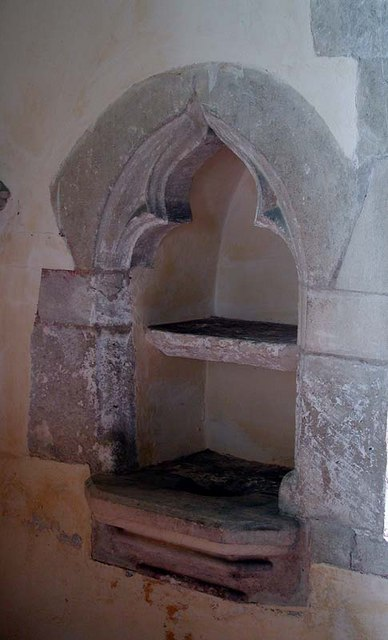
En la iglesia de Sta. Elena, Berrick Salome, Reino Unido
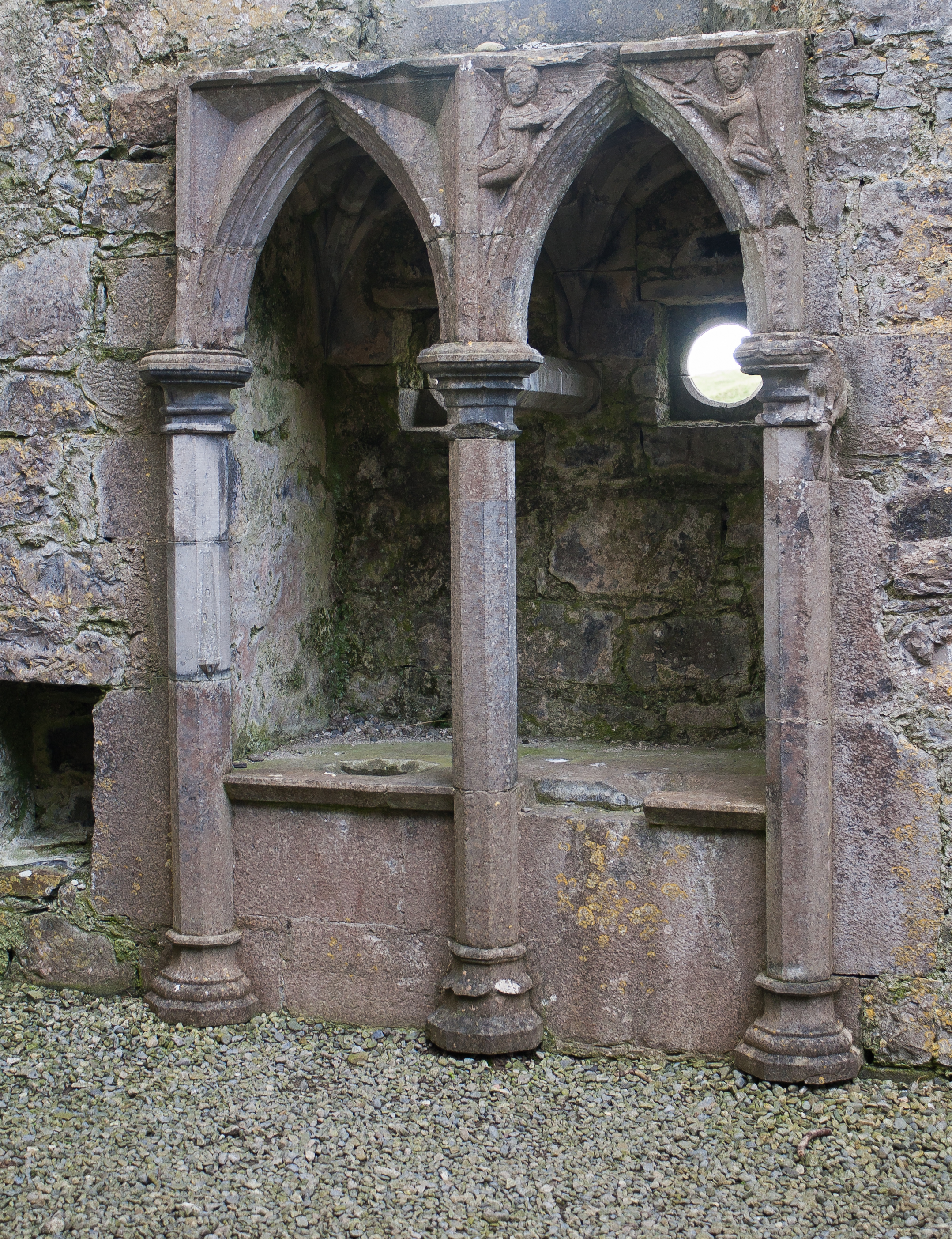
En el priorato de Rosserk en Irlanda

 Este artículo incorpora texto de un trabajo de contenido libre.  Licenciado bajo CC BY 4.0 Vocabulario de términos de arte,  Jules Adeline, Madrid : La Ilustración Española y Americana. Para aprender como añadir texto de licencias libres a artículos de Wikipedia, véase Wikipedia:Agregar textos en licencia libre en Wikipedia. Para más información sobre cómo reutilizar texto de Wikipedia, véanse las condiciones de uso.
- Datos: Q423944
- Multimedia: Piscinas (architecture) / Q423944